# Helge Bojsen-Møller
Helge Bojsen-Møller (* 19. April 1874 in Sejling, Silkeborg Kommune als Helge Bojsen Møller; † 4. September 1946 in Gentofte) war ein dänischer Architekt. Er ist die prägendste Gestalt der grönländischen Architekturgeschichte.

## Leben

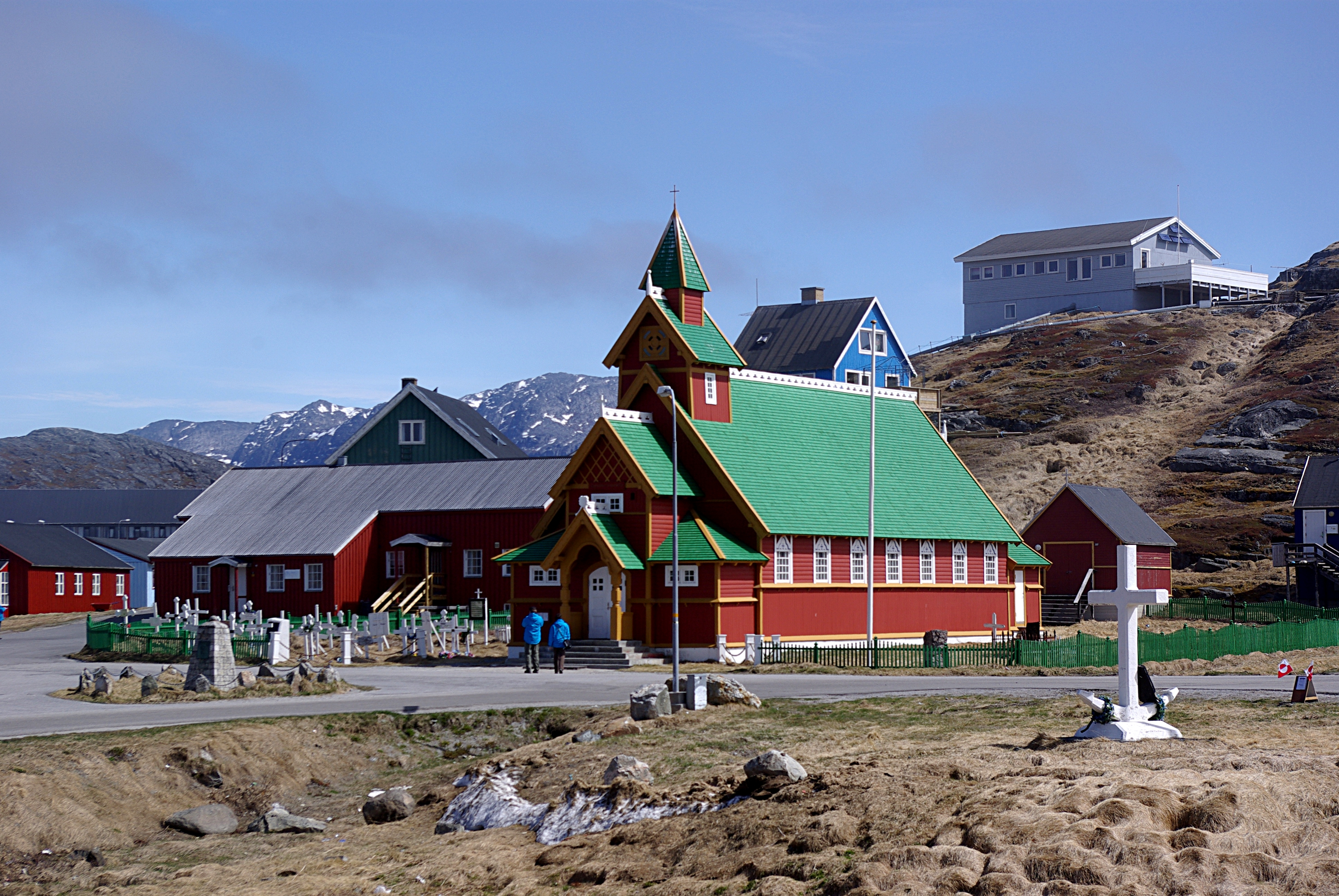
Die Kirche in Paamiut (von 1909)

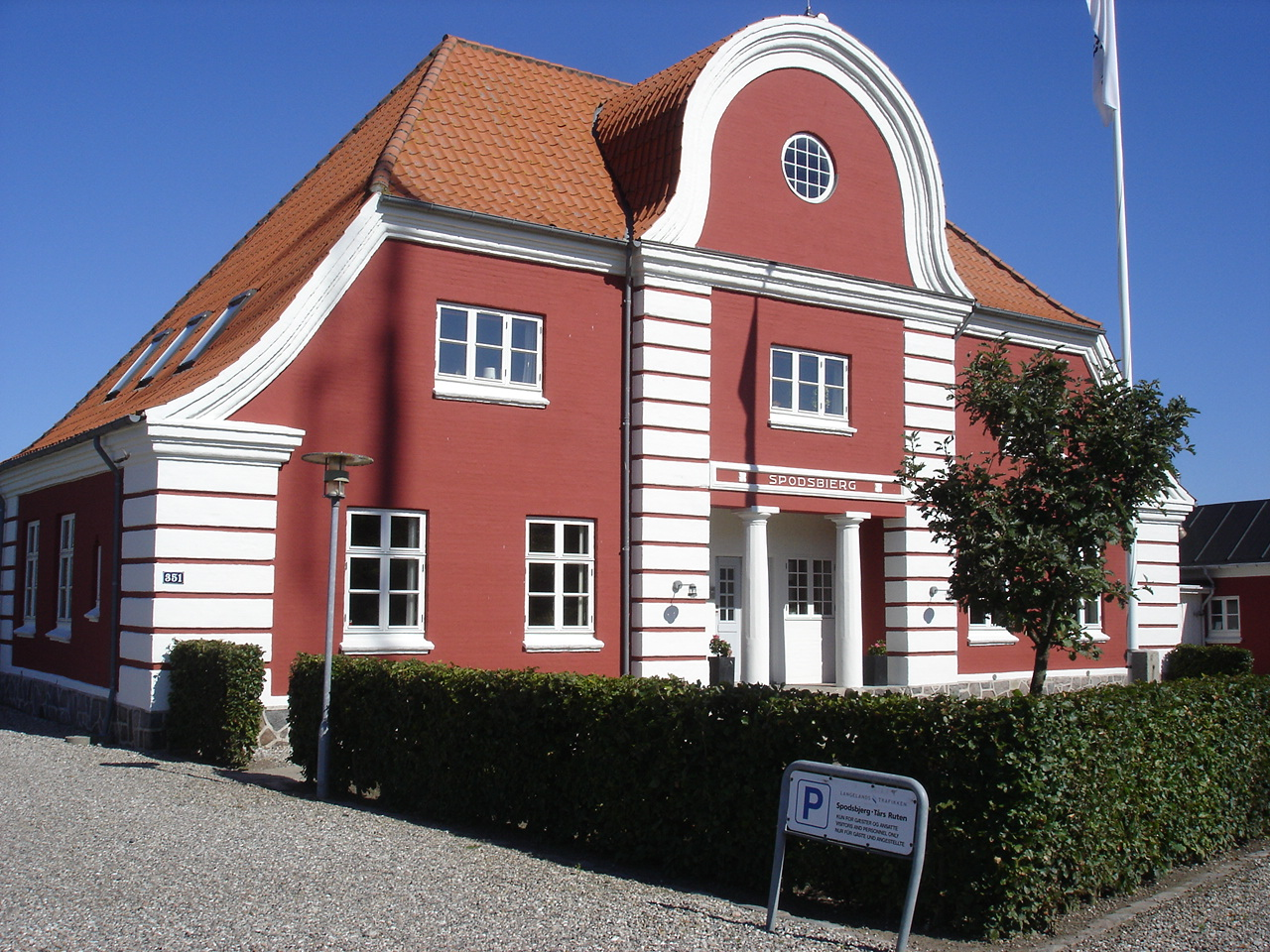
Das Bahnhofsgebäude in Spodsbjerg (von 1911)

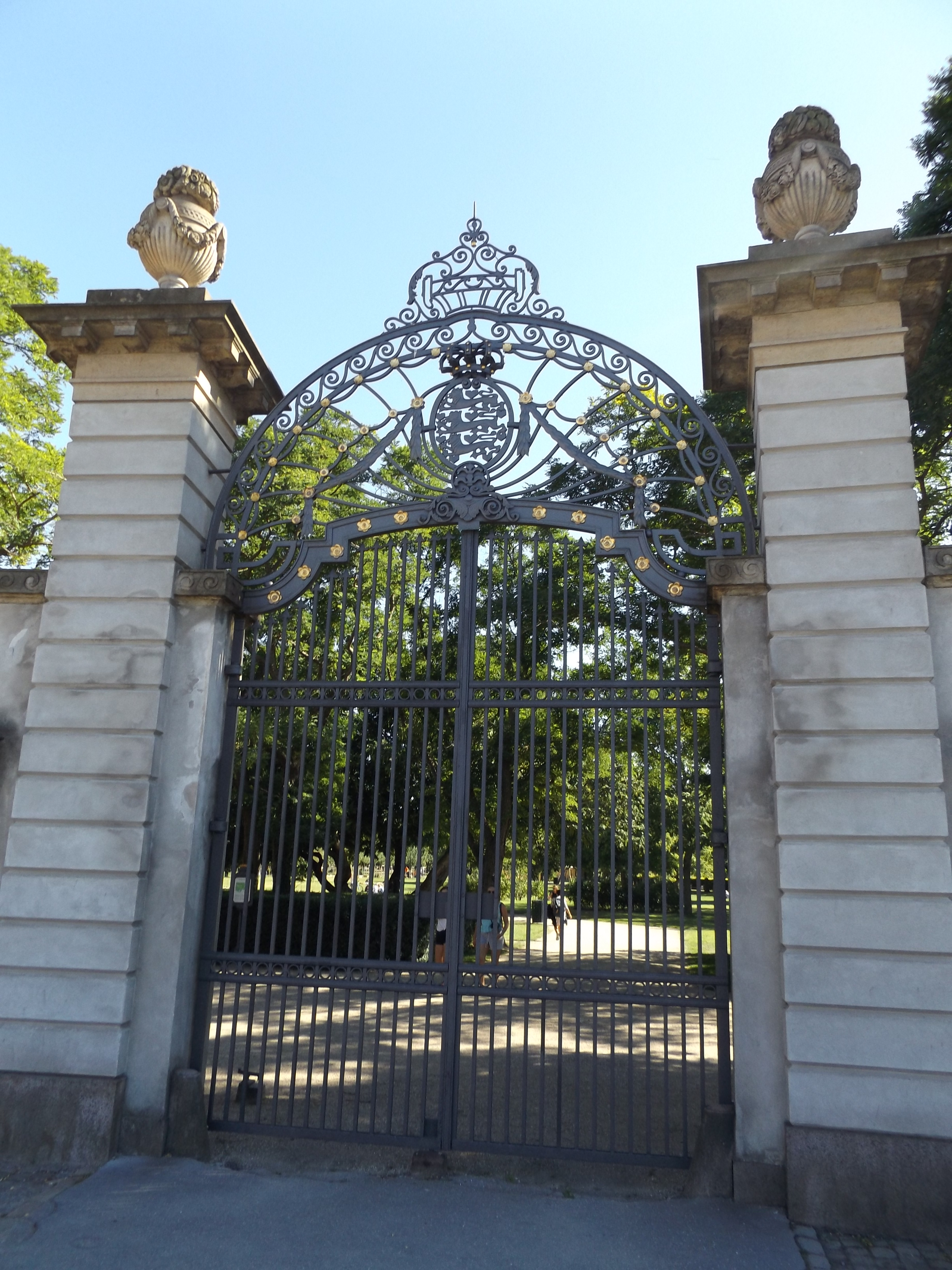
Das Nordtor von Kongens Have (von 1913)

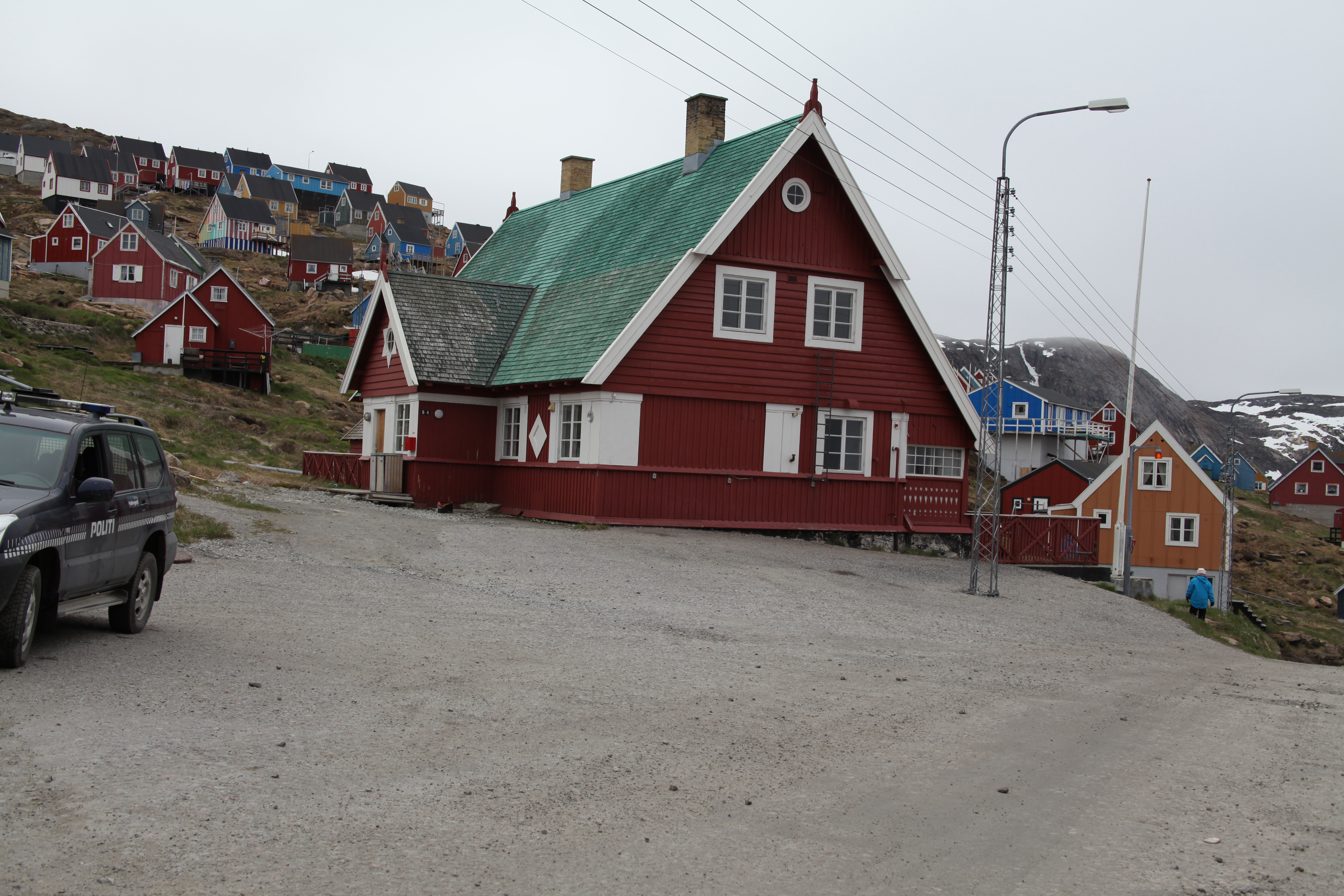
Die Arztwohnung in Upernavik (von 1915)

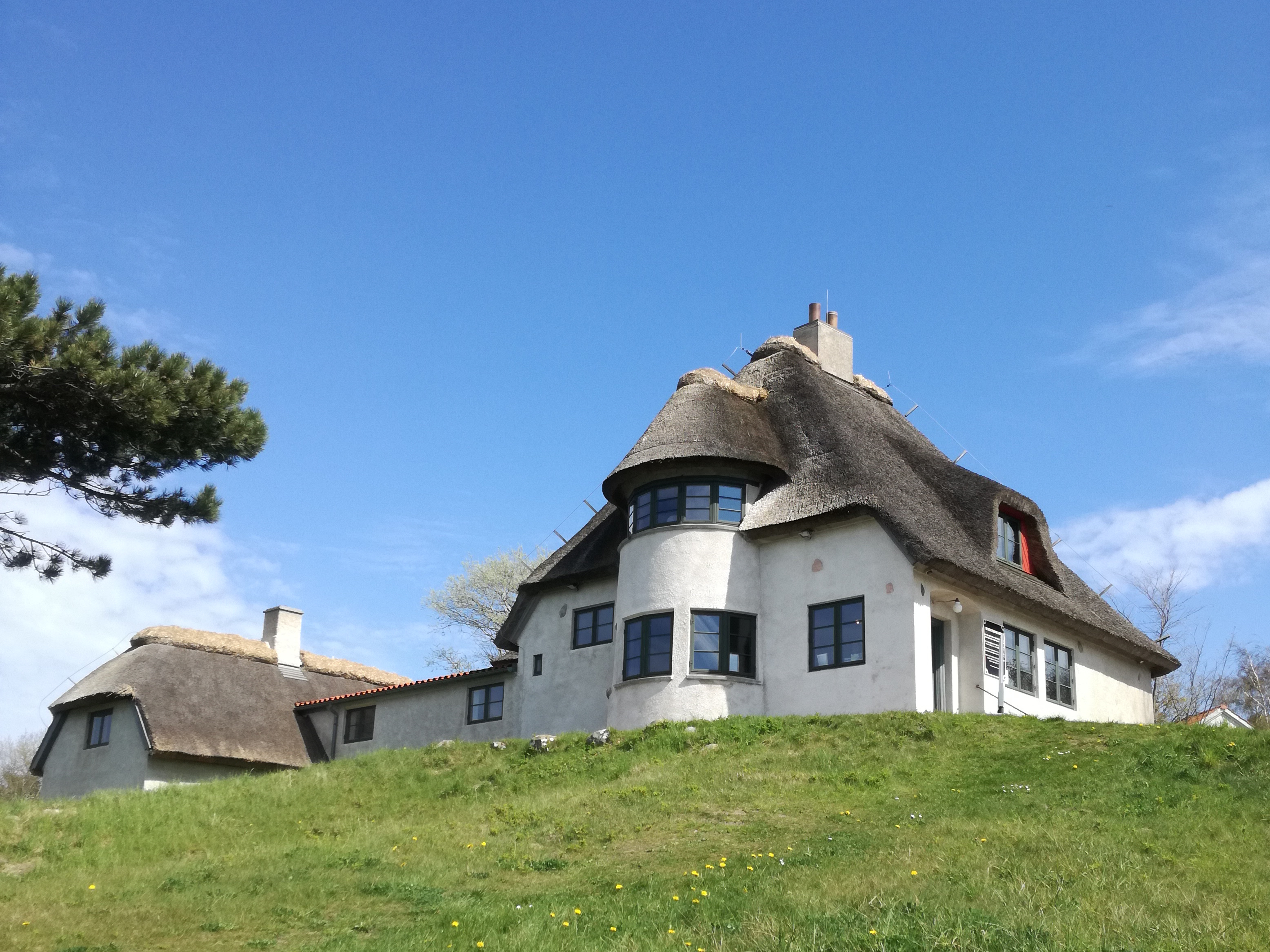
Knud Rasmussens Hus in Hundested (von 1916)

### Familie
Helge Bojsen-Møller wurde 1874 in Midtjylland als siebtes von acht Kindern des Pastors Frederik Otto Ditlev Møller (1815–1892) und seiner Frau Jutta Kunigunde Bojsen (1837–1927) geboren. Seine Mutter ist als Frauenrechtlerin bekannt. Sie war die Tochter des Politikers Frederik Engelhardt Boisen (1808–1882), der wiederum der Sohn des Bischofs Peter Outzen Boisen (1762–1831) war, sowie von der norwegischen Schriftstellerin Eline Boisen geb. Heramb (1813–1871). Die Familie Boisen brachte zahlreiche bedeutende Pastoren hervor und Helges Großonkel Peter Outzen Boisen (1815–1862) war der Schwiegersohn von Nikolai Frederik Severin Grundtvig. Zu Helges Onkeln und Tanten mütterlicherseits gehören die Højskolelehrerin Nanna Jensen geb. Bojsen (1835–1894), der Politiker Peter Bojsen (1838–1922), der Politiker Frede Bojsen (1841–1926) und der Journalist Emil Bojsen (1854–1898). Seine Schwester war die Gynäkologin Eli Møller (1863–1941), die die erste Dänin mit Doktortitel war.

### Ausbildung und Karriere
Nach der Schule begann Helge Bojsen Møller eine Lehre zum Zimmermann, die er 1894 abschloss. Anschließend besuchte er die Architekturschule der Königlich Dänischen Kunstakademie. In dieser Zeit arbeitete er für Ludvig Fenger, Martin Borch und Axel Berg. 1903 machte er seinen Abschluss.
Am 15. Mai 1903 heiratete er in Søllerød Ella Jacobsen (1880–1942), Tochter des Kunstverlegers Alfred Jacobsen und seiner Frau Agnes Andkjær.
1904 richtete er sich ein eigenes Architekturbüro ein und wurde noch im selben Jahr mit der Restauration des Herrenhauses Hesselagergård aus dem 16. Jahrhundert beauftragt. 1910 wurde er Lehrer an der Architekturschule, was er bis 1918 blieb. 1909 entwarf er die Kirche in Paamiut. 1912 unternahm er eine Reise nach Grönland. Wenig später begann er weitere öffentliche Gebäude in Grönland zu entwerfen. Dutzende Kirchen, Schulen, Handelsgebäude und Wohnhäuser für Staatsbedienstete stammen aus seiner Hand. In Dänemark entwarf er unter anderem auch Bahnhofsgebäude, Krankenhäuser und Elektrizitätswerke.
Seine Arbeiten waren anfangs geprägt von backsteinbasiertem Neobarock, ging aber später zum Neoklassizismus, Funktionalismus und Modernismus über. 1925 wurde er Direktor der Brandversicherung in Kopenhagen. Während seines Lebens entwarf Helge Bojsen-Møller etwa 200 Gebäude. Am 25. August 1937 setzte er seinen Mittelnamen seinem Nachnamen mit Bindestrich voran. Er starb 1946 im Alter von 72 Jahren und wurde auf dem Friedhof in Hellerup begraben.

## Werke (Auswahl)
- 1904: Hesselagergård (Restauration)
- 1907: Elektrizitätswerk in Skovshoved
- 1907: Tuberkulosekrankenhaus in Holstebro
- 1908: Amtskrankenhaus in Ringkøbing
- 1908–1909: Amtskrankenhaus in Herning
- 1908: Versammlungsgebäude der Kirchengemeinde in Hjørring
- 1909: Kirche in Paamiut
- 1911: Bahnhofsgebäude der Langelandsbanen in Rudkøbing, Krongsbjerg, Skrøbeløv, Spodsbjerg und Bagenkop
- 1911–1913: Avedørelejren (Kaserne) in Kopenhagen
- 1912–1913: Kirche in Højerup
- 1913: Verwaltungsgebäude der Vest- og Sønderjysk Kreditforening in Ringkøbing
- 1913: Nordtor von Kongens Have in Kopenhagen
- 1913: Amtskrankenhaus in Lemvig
- 1913: Kirche in Qeqertarsuaq
- 1914: Tor der Kirche in Store Heddinge
- 1914: Schule in Aasiaat
- 1914–1915: Sparkasse in Viborg
- 1915: Höhere Allgemeinschule in Ny Holte
- 1915: Arztwohnung in Upernavik
- 1916: Knud Rasmussens Hus in Hundested
- 1917–1918: Sortebrødre Kirke in Viborg (Restauration)
- 1918: Ting- og Arresthus in Ringkøbing
- 1919: Richterbüro in Lemvig
- 1919: Eskimoslottet (Schulgebäude) in Nuuk
- 1919: Fischlager in Paamiut
- 1920: Elektrizitätswerk in Kalundborg
- 1920: Salzerei in Paamiut
- 1920: Schäfereiassistentenwohnung in Qaqortoq
- 1920: Fischlager in Nanortalik
- 1921: Kinderheim in Maribo
- 1922: Pastorenwohnung in Paamiut
- 1922–1923: Lehrer-/Rektorenwohnung in Nuuk
- 1922–1927: Amtskrankenhaus in Gentofte (zusammen mit Emil Jørgensen)
- 1923: Handelschefswohnung in Ilulissat
- 1923: Handelschefswohnung in Qeqertarsuaq
- 1925: Kirche in Upernavik
- 1925: Henning Meyers Hus/Tændstikæske in Nuuk
- 1925: Telegrafistenwohnung in Tasiilaq
- 1925: Radioverwalterwohnung in Qaqortoq
- 1926: Kirche und Kapelle in Sisimiut
- 1926: Vatikanet (Handelsassistentenwohnung) in Qaqortoq
- 1927: Radioassistentenwohnung in Qaqortoq
- 1928: Økonomien (Hauswirtschaftsgebäude) in Nuuk
- 1928: Inspektorenwohnung in Tasiilaq
- 1928: Schäfereiverwalterwohnung in Qaqortoq
- 1929: Schlachterei in Qaqortoq
- 1930: Krankenhaus in Nuuk
- 1931: Dänischer Pavillon bei der Pariser Kolonialausstellung
- 1931: Miki (Schulheim) in Nuuk
- 1931: Fischlager in Nanortalik
- 1932: Kvinderegensen (Mädchenkollegium) in Kopenhagen
- 1932: Mädchenschule in Aasiaat
- 1933: Títo (Schulheim) in Nuuk
- 1934: Verwaltungsgebäude von Nordsjællands Elektricitets og Sporvejs Aktieselskab (NESA) in Hellerup
- 1934: Kirche in Uummannaq
- 1934: Warenlager in Ilulissat
- 1936: Kohlelager (heute Nationalmuseum) in Nuuk
- 1937: Verwaltungsgebäude von NVE in Svinninge
- 1937: Landesratssaal in Nuuk
- 1938: Schulwerkstatt in Nuuk
- 1939: Handelsassistentenwohnung in Paamiut
- 1940: Isefjordsværket in Kyndby
- 1940: Lager/Bäckerei in Tasiilaq
- 1945: Redakteurswohnung in Nuuk